# Compagnia Nazionale Aeronautica
Die Compagnia Nazionale Aeronautica (CNA) (deutsch: „Nationale Luftfahrtgesellschaft“) war ein italienisches Luftfahrtunternehmen sowie ein Hersteller von Flugzeugen, Flugmotoren und Motorrädern. Die CNA wurde 1920 in Rom unter der Bezeichnung Cooperativa Nazionale Aeronautica als Genossenschaft gegründet und im folgenden Jahr in eine Aktiengesellschaft umgewandelt. Als selbständiges Unternehmen existierte es bis 1934, als es größtenteils von Aeroplani Caproni S.A. übernommen wurde.

## Geschichte

### Ursprünge
Graf Giovanni Bonmartini und der Militärpilot Luigi Garrone, die am Ersten Weltkrieg und 1919 an der Besetzung Fiumes teilgenommen hatten, setzten sich 1920 zum Ziel, mit ehemaligen Militärpiloten einen zivilen Luftverkehr in Italien aufzubauen. Die italienische Fliegertruppe, die im November 1918 noch über 10.000 Mann stark gewesen war, wurde nach Kriegsende demobilisiert und auf wenige hundert Soldaten reduziert. Viele ausgeschiedene Militärpiloten hatten ausgesonderte Militärflugzeuge zur privaten Nutzung erworben, und genau dieses Potenzial wollten Bonmartini und Garrone für zivile Zwecke nutzen. Die von ihnen am 21. Juli 1920 in Rom gegründete Genossenschaft Cooperativa Nazionale Aeronautica hatte zunächst nur einige wenige Mitglieder, bis Ende des Jahres stieg deren Zahl jedoch auf rund 500. Die CNA bildete sieben sogenannte Flugzentren (aerocentro) in Turin, Mailand, Padua, Treviso, Bologna, Viareggio und Rom, die von jungen, aus dem aktiven Dienst ausgeschiedenen Offizieren geleitet wurden. Diese Zentren boten mit ihren Flugzeugen Passagier- und Warentransporte sowie Luftwerbung an, auch die Ausrichtung von Flugschauen gehörte zu ihren Aufgaben. Von Lufttaxidiensten und Bedarfsflügen, die in einem Fall von Rom über Brindisi bis nach Batumi am Schwarzen Meer führten, wollte man bald zu Linienflügen übergehen. Im Zusammenhang mit dem Export von Fiat-Flugzeugen des Typs ARF nach Russland hatte man auch die Aufnahme von Linienflügen der CNA zwischen Rom und Moskau vereinbart. Als am 31. Oktober 1921 zwei Fiat ARF auf ihrem Überführungsflug bei Udine möglicherweise wegen Sabotage gleichzeitig notlanden mussten, kamen Luigi Garrone und sein Copilot dabei ums Leben.

### Neuausrichtung
Nach dem Tod seines Kompagnons und des umgehenden Endes des Russlandgeschäftes beschloss Bonmartini die Umwandlung der Genossenschaft in die Aktiengesellschaft Compagnia Nazionale Aeronautica. Im weiteren Verlauf schloss die CNA ihre sieben genannten Flugzentren, die mangels ausreichender Nachfrage nicht rentabel waren, und baute auf dem Flugplatz Montecelio bei Rom eine Flugschule auf. Da dieser Flugplatz zunehmend militärischen Zwecken diente, zog die CNA 1924 auf den rund 40 km westlich von Rom gelegenen Flugplatz Cerveteri um, den sie mit finanzieller Unterstützung Bonmartinis ausbaute. Auch diesen Flugplatz musste man bald ganz der italienischen Luftwaffe überlassen, obwohl man auch hier vor allem in deren Auftrag ausgebildet hatte. Die CNA machte sich daher auf die Suche nach einem Gelände für einen eigenen Flugplatz, der aus wirtschaftlichen Gründen sehr viel näher an der Stadt Rom liegen sollte. Ein solches Gelände fand man schließlich wenige Kilometer nördlich von Rom in einem Flussbogen des Tibers, wo die CNA 1927 einen Teil des sogenannten „Serpentara-Felds“ erwarb und mit Unterstützung Bonmartinis, des Fürsten Massimo-Lancellotti und der Regierung binnen neuen Monaten neben der Via Salaria den Flugplatz Rom-Urbe errichtete. Die Nähe des Flusses machte einerseits umfangreiche Drainagearbeiten nötig, andererseits erlaubte sie auch den Bau von Einrichtungen für Wasserflugzeuge. Entlang der Via Salaria entstanden unter anderem ein Hotel für Passagiere, eine Flugschule und zwei Hangars. Darüber hinaus erhielt der Flugplatz ein unterirdisches Treibstofflager. In dieser Form wurde der Flugplatz am 21. April 1928 im Beisein von Benito Mussolini eröffnet und dann als Aeroporto del Littorio bezeichnet. Die CNA hatte als Flugplatzbetreiberin dort auch ihren Unternehmenssitz und nutzte ihn als Fluggesellschaft, als Flugzeugbau- und Reparaturbetrieb sowie als Flugschule. Die ersten Linienflüge nach Mailand und Venedig boten andere Fluggesellschaften an, während sich die CNA weiter auf Ausbildungs-, Bedarfs- und Rundflüge beschränkte. Eine erste Luftfahrtausstellung organisierte die CNA auf dem Flugplatz 1929. Im folgenden Jahr gab die CNA den Bau der Pista del Littorio in Auftrag, eine rund vier Kilometer lange Motorsport-Rennstrecke, die im Wesentlichen entlang der Grenzen des Flugplatzgeländes führte. Von 1931 bis 1934 konnte Bonmartini damit seine Leidenschaften für Motorsport und Fliegerei an einem Ort vereinigen.
Die CNA stellte Flugzeuge im Auftrag anderer Unternehmen wie Ansaldo, Breda oder Caproni her, entwickelte und produzierte aber auch eigene Flugzeugmodelle, deren Typen Namen von Buchstaben des griechischen Alphabets trugen. Mit den Ingenieuren Piero Remor und Carlo Gianini hatte Bonmartini im Jahr 1926 zwei Unternehmen gegründet: die GBR (Gianini, Bonmartini, Remor) entwickelte Flugmotoren, die bei der CNA gebaut wurden; die OPRA (Officine di Precisione Romane Automobilistiche) entwickelte Fahrzeugmotoren und Motorräder und wurde schließlich ganz von der CNA übernommen.

### Niedergang
Wiederholt hatten Maßnahmen der militärischen Luftfahrtverwaltung, die seinerzeit auch für die zivile Luftfahrt zuständig war, die Entwicklung des zivilen italienischen Luftfahrtwesens im Allgemeinen und die der CNA im Besonderen behindert. Besonders negativ wirkten sich für die CNA einige Entscheidungen des Luftfahrtministers Italo Balbo aus, darunter das Verbot privater Flugschulen (1932) und die Streichung militärischer Aufträge an die CNA. Hinzu kam ein allgemeiner Hang zur Zentralisierung und militärischen Bevormundung der zivilen Luftfahrt. Im Zug der Neuordnung der italienischen Fluggesellschaften durch das faschistische Regime wurde der Flugplatz der CNA im Jahr 1934 verstaatlicht und Basis der neuen staatlichen Fluggesellschaft Ala Littoria. Die CNA behielt ihre Flugzeugwerft und ihre sonstigen Produktionseinrichtungen vor Ort, wurde jedoch umgehend an Caproni verkauft. Im folgenden Jahr verkaufte Caproni die Motorrad-Sparte an Gilera weiter. Unter Caproni blieb die CNA in Rom-Urbe weiter aktiv, bis der Flugplatz und damit sämtliche CNA-Einrichtungen im Zweiten Weltkrieg alliierten Fliegerbomben zum Opfer fielen. In dieser Zeit baute die CNA in Rom unter anderem die Caproni Ca.100 und die SAIMAN 202.

## Produktion

### Flugzeugbau
Von nachstehenden CNA-Modellen wurden meist nur Prototypen oder Kleinserien gebaut und in der Regel von der CNA selbst genutzt:
- CNA Delta (dreimotoriges Reiseflugzeug, 1931)
- CNA Beta (Zweisitzer, auch als Wasserflugzeug, 1932; stellte Höhenrekorde auf)
- CNA Eta (Ein- oder Zweisitzer, auch als Wasserflugzeug, 1933; stellte Geschwindigkeits- und Höhenrekorde auf)
- CNA Teta (Schulflugzeug in drei Versionen)
- CNA Merah (Zweisitzer, 1934)
- CNA 15 (Viersitziges Sportflugzeug, Tiefdecker, 1935)
- CNA 25 (Viersitziges Sportflugzeug, Hochdecker, 1935)
- CNA PM.1 (Zweisitziges Schulflugzeug, Hochdecker, 1938 am Polytechnikum Mailand entwickelt und ab 1939 von CNA gebaut)

Bonmartini hatte 1922 mit dem Ingenieur Giovanni Pegna das Flugzeugbau-Unternehmen Pegna-Bonmartini gegründet, das bereits 1923 wegen seiner vielversprechenden Entwürfe von Piaggio übernommen wurde. Die ersten drei Modelle von Piaggio, die P.1, P.2 und die P.3, die ursprünglich von Pegna-Bonmartini zusammen mit oder bei CNA gebaut wurden, hatten daher zunächst andere Bezeichnungen, wie CNA PB Rondine (P.1).

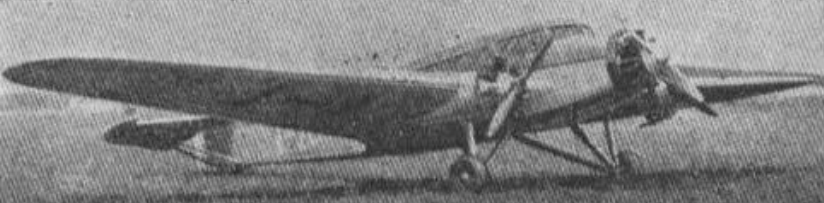
CNA Delta
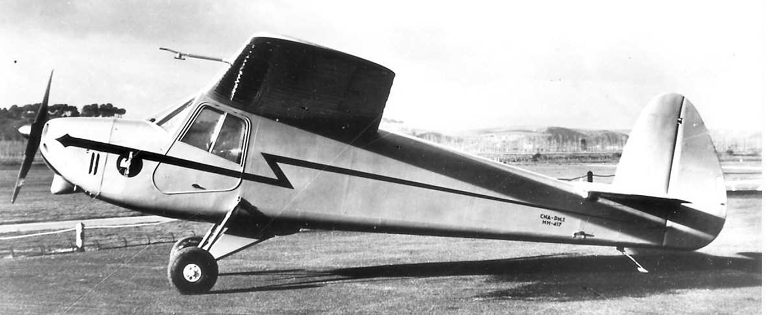
CNA PM.1
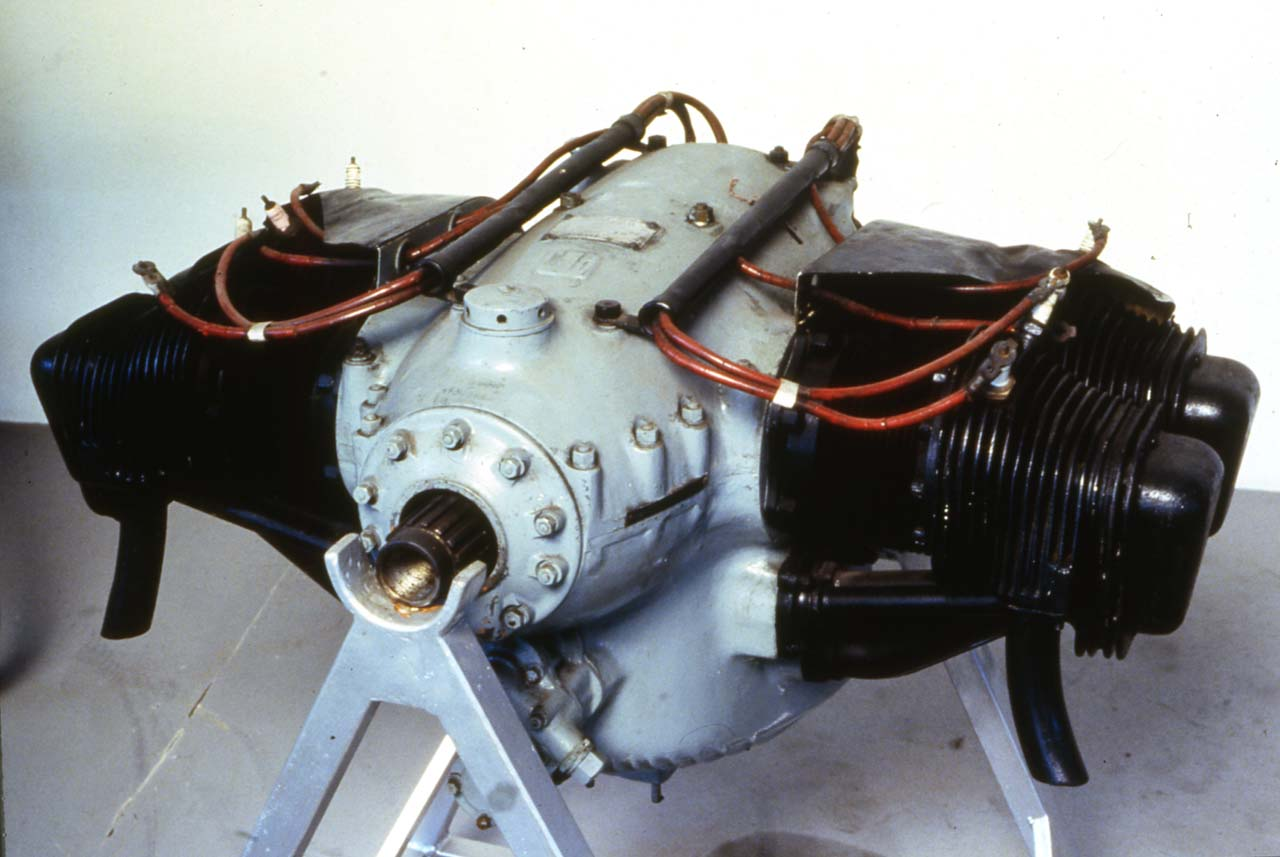
CNA D4, Technikmuseum Mailand

### Flugmotoren
Nachstehende Flugmotoren wurden meist in den oben genannten Flugzeugtypen verbaut:
- CNA C7 (7-Zylinder-Sternmotor, 200 PS, 1932)
- CNA C4 (4 Zylinder, 130 PS, 1932)
- CNA CX (4×3 Zylinder, Sternmotor, 260 PS)
- CNA C2 (Zweizylinder, 32 PS, für Motorsegler)
- CNA D4 (Vierzylinder, 73 PS, während des Kriegs rund 800 gebaut)[3]

### Motorräder
- GBR,[4] dann OPRA 500 GP, dann CNA Rondine 500, schließlich Gilera 500 Vierzylinder (stellte 1937 Geschwindigkeitsrekord auf)